# Zostérops du Cap
Zosterops virens
Espèce
Statut de conservation UICN

 LC  : Préoccupation mineure
Le zostérops vert (Zosterops virens) est une petite espèce de passereaux de la famille des Zosteropidae. Il est originaire d'Afrique australe.

## Description

### Identification

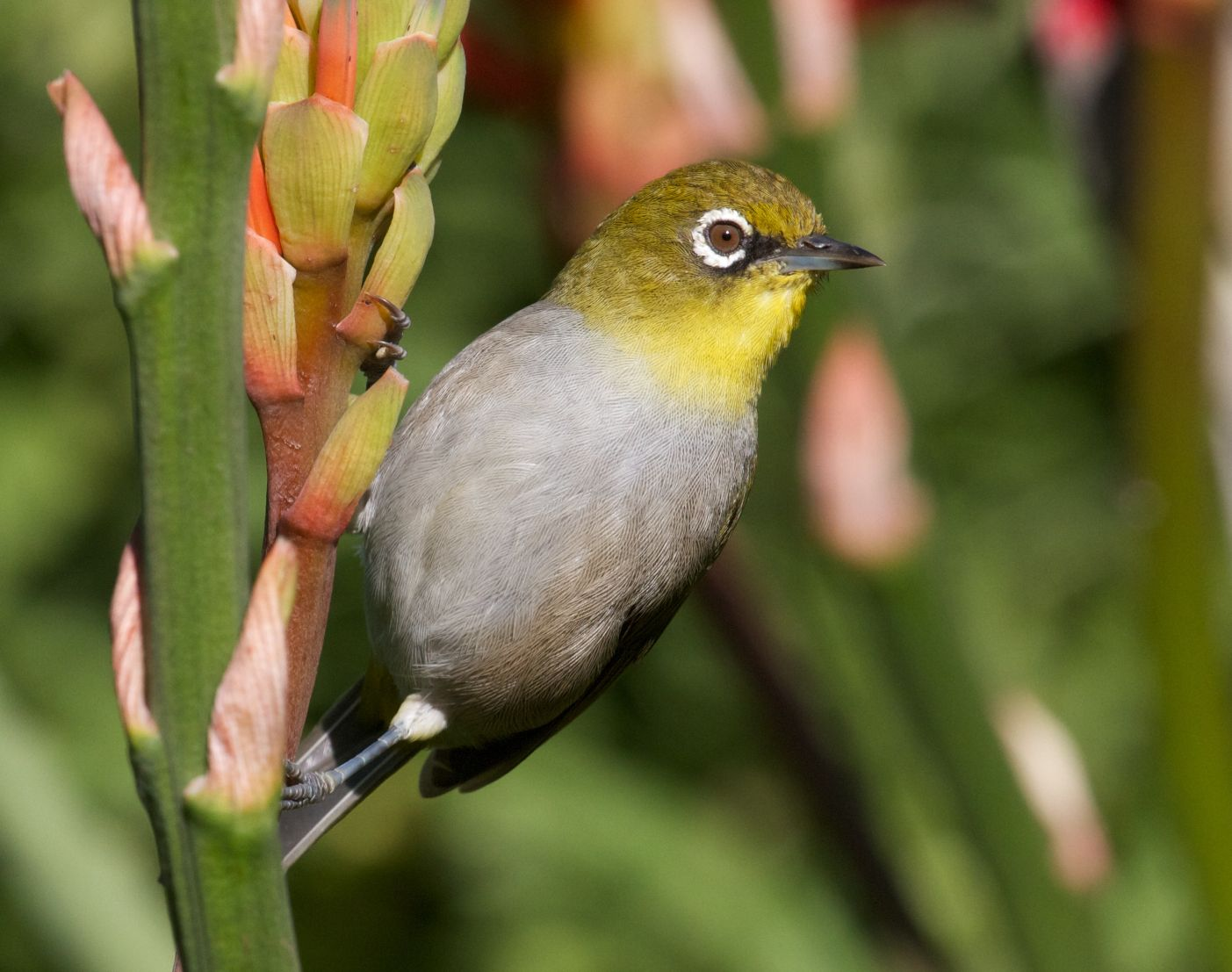
Z. v. capensis, Le Cap

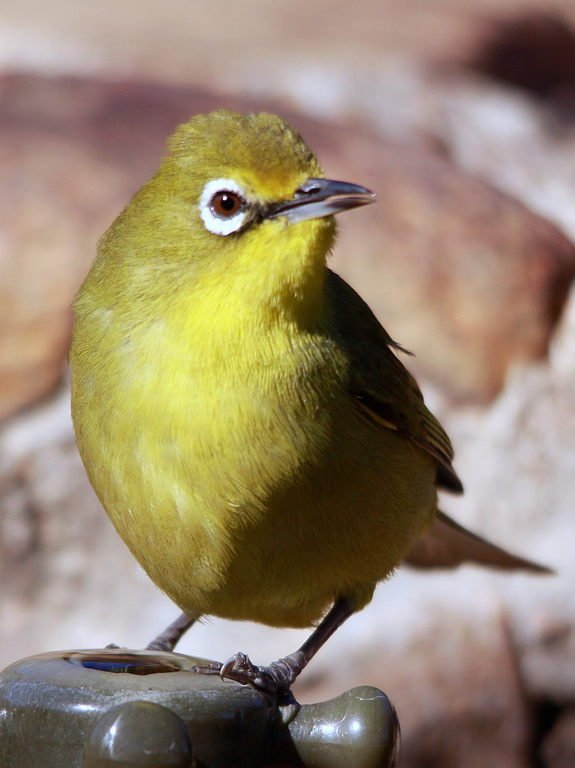
Z. v. virens, Suikerbosrand Nature Reserve.

Cet oiseau fait à peu près 12 cm de long et possède des ailes arrondies, des pattes robustes et un anneau distinctif de plumes blanches autour des yeux. La partie supérieure est verte, la gorge jaune vif. Z. v. capensis a une poitrine et un ventre gris, tandis que Z. v. virens a une poitrine et un ventre jaune verdâtre.
Ils sont très « bavards » et maintiennent le contact en permanence avec de doux trilles de pépiements. Le chant consiste en longues phrases saccadées, répétées, qui varient en notes, en hauteur et en tempo et qui peuvent incorporer des phrases imitées du chant d'autres oiseaux.

### Comportement
C'est une espèce sociable formant de grands groupes en dehors de la période de reproduction. Elle construit des nids dans les arbres et dépose deux ou trois œufs d'un bleu pâle uni. Les œufs éclosent au bout de onze à douze jours, et l'envol se produit après douze ou treize autres jours. La saison de reproduction va de septembre à décembre.
Le zostérops vert se nourrit essentiellement d'insectes mais aussi de fleurs, de nectar, de fruits et de petits grains. Il vient facilement s'alimenter dans une mangeoire.

## Distribution
On le trouve dans une large gamme d'habitats densément ou faiblement boisés en Afrique du Sud, au Botswana, au Lesotho, au Swaziland et marginalement au Mozambique. La plupart des populations sont résidentes, mais certaines effectuent des mouvements saisonniers mineurs.

## Taxonomie
Il existe deux Sous-espèces :
- Z. v. capensis qui vit au sud-ouest de l'Afrique du Sud, au Lesotho et dans la partie adjacente du KwaZulu-Natal
- Z. v. virens qui occupe l'est et le sud-est du Botswana, l'est et le nord-est de l'Afrique du Sud, le Swaziland et la partie adjacente du sud-ouest du Mozambique

Ces sous-espèces se reproduisent entre elles lorsqu'elles se rencontrent.
Le zostérops du Cap (Zosterops pallidus) est désormais distingué du Zosterops virens.

### Traduction
- (en) Cet article est partiellement ou en totalité issu de l’article de Wikipédia en anglais intitulé « Zosterops virens » (voir la liste des auteurs).